# Regnano (Casola in Lunigiana)
Regnano è una frazione del comune italiano di Casola in Lunigiana, nella provincia di Massa-Carrara, in Toscana.
Regnano è suddiviso in tre località: Villa, Poggio e Castello.

## Geografia fisica
Regnano sorge nell'alta vallata del torrente Aulella, nella parte orientale della regione storica della Lunigiana. La frazione presenta un territorio prevalentemente montuoso, posto a 655m s.l.m., che comprende aspetti geomorfologici favorevoli alla vita contadina. I boschi costituiscono il mosaico paesaggistico dominante, alle maggiori altitudini si trovano le faggete. I castagneti restano predominanti caratterizzando questo territorio anche dal punto di vista storico-culturale. Sono presenti anche cerri e altre associazioni di latifoglie.
La zona circostante è attraversata da diversi sistemi di faglie attive, presentando variazioni notevoli nella composizione del terreno, ed è classificata ad alto rischio sismico. Il paese è stato colpito da diversi terremoti, tra cui quello del 7 settembre del 1920, uno degli eventi più distruttivi registrati nella regione appenninica nel XX secolo, e quello del 21 giugno 2013. In riferimento a quest'ultimo, è stata necessaria una riclassificazione sismica che ha introdotto nuove normative tecniche specifiche per la costruzione di edifici, ponti e altre opere in aree geografiche caratterizzate dal medesimo rischio sismico.

## Storia
Per comprendere le origini di Regnano occorre rifarsi alla viabilità lunigianese più antica. Posta al confine con la Garfagnana, in corrispondenza del suo unico passaggio a nord-ovest, l'alta valle dell'Aulella è stata storicamente percorsa dalle correnti di transito che risalivano il Serchio in direzione della Val Padana. Reperimenti archeologici, uniti ad alcuni toponimi riconducibili a strutture fortificate sorte nell'età dei Liguri Apuani, consentono di ipotizzare l'esistenza sin dalla protostoria di un sentiero che da Magliano valicava monte Tea per proseguire verso il crinale appenninico occidentale. In particolare, il nome "Casteglia" a indicare l'altura dell'Alpe di Mommio che separa il tratto montano dell'Aulella (il "Vallone") dalla valle del Rosaro suggerisce l'esistenza di una fortificazione insediata in posizione dominante rispetto alla piana alluvionale in cui sorgerà Regnano, all'evidente scopo di controllare tale passaggio.
Decisamente più provata appare in ogni caso la ricostruzione che vuole quella strada incentivata in epoca romana: tradizione orale, toponomastica e archeologia concordano nel fornire dati in suo sostegno; il più consistente dei quali appare il rinvenimento, avvenuto nel secolo scorso, di frammenti di tegoloni romani lungo il suo percorso. Una possibile spiegazione del motivo per cui un viaggiatore proveniente da Lucca e diretto nella Gallia Cisalpina avrebbe dovuto scegliere tale tragitto montano rispetto ad altri meno impervi troviamo nel principale studio condotto in materia: "Prima che negli spostamenti venissero impiegati carri o altri mezzi di trasporto su ruote era necessario soprattutto risparmiare tempo, a costo di dover affrontare erti sentieri. (...) Se è ragionevole pensare che un tracciato, comunque orientato per le vie dei monti, dovesse essere perlomeno vantaggioso per la rapidità dei collegamenti e sfruttasse quindi almeno in parte l'alta Aulella, sembra verosimile che non sia mai stato interessato da correnti di grande traffico che preferivano senz'altro strade più lunghe, ma meno accidentate. L'esigenza di evitare bruschi dislivelli può tuttavia aver portato alla scelta di un percorso di alta quota qual è quello di Tea e del monte Casteglia". Il quale oltretutto consentiva di raggiungere l'importante Forum Clodi, identificabile con l'attuale Fivizzano.
L'Alto Medioevo vide la ripresa della frequenza degli antichi sentieri, qualora le condizioni di manutenzione lo consentissero. Regnano deve la sua nascita alla dominazione longobarda, e in particolare all'impulso dato in quel periodo alla Via Francigena e a tutte quelle strade che la supportavano: le cosiddette "varianti". Inoltre, la coeva costituzione del Comitato Lunense fece sì che nell'ambito della giurisdizione soggetta a Luni venisse istituita una rete doganale e di controllo, ad assicurare tanto la riscossione dei pedaggi quanto la promozione di un proprio mercato.
La riorganizzazione territoriale del regno d'Italia operata nel 950 da Berengario II sancì l'aggregazione di Lunigiana e Garfagnana alla Marca Obertenga, la circoscrizione amministrativa cui facevano capo i possedimenti del casato longobardo degli Obertenghi nel nord della Penisola. A testimonianza di come tale annessione ridesse lena alla via di penetrazione in "Lombardia" (ossia l'Italia settentrionale) attraverso la valle del Serchio e la Lunigiana orientale, nei decenni successivi sorsero due strutture ad essa funzionali: il piccolo castello di Regnano a controllare il transito dei viandanti, il grande ospitale di Tea a dare loro ricetto lungo il tratto più alpestre.
Come ci attesta il primo documento ufficiale riguardante Regnano, nel 1066 il devoto signore longobardo Guinterno di Guido donò il maniero al vescovo-conte di Luni. Crollata la Marca Obertenga, il secolo successivo vide l'ascesa dei Malaspina: il lungo conflitto con la diocesi lunense che ne derivò trovò una prima composizione nel 1202, allorché Corrado Malaspina stipulò un accordo con il vescovo Gualtiero che stabiliva fra l'altro l'acquisizione del castello di Regnano alla sua famiglia. Ben presto però le lotte tra i due potentati ripresero, avendo termine soltanto nel 1306 con la pace di Castelnuovo Magra, che fece dell'alta Aulella un feudo dei Malaspina del ramo di Fosdinovo.
Casola decise tuttavia di legarsi alla Repubblica di Lucca: prima con un atto di sottomissione formale, inviando ogni anno una rappresentanza a offrire un cero al Volto Santo per la festa di Santa Croce, come attestato dallo Statuto lucchese del 1308; quindi, nel 1373, con una dedizione effettiva. Al tempo stesso il rifiorire dei commerci proprio dell'età tardomedievale diede nuovo impulso alle vecchie strade, compresa quella che collegava Regnano a Fivizzano: sta a confermarlo la sua denominazione di "via del mercato", rimasta in uso tra la popolazione locale sino al secolo scorso. Tutto ciò finì con il fare della rocca longobarda uno snodo cruciale non solo della viabilità ma anche della politica lunense, come ben significato dal detto diffusosi a Lucca nel Quattrocento: "Chi governa Pontremoli e Regnana è signor di Lunigiana".
Le complesse vicende che caratterizzarono questa parte di Lunigiana nei primi decenni del XV secolo testimoniano dell'intraprendenza politica del castello di Regnano. A frenare l'espansionismo lucchese verso il territorio lunense si mosse la Repubblica fiorentina, sostituendosi nel 1404 al Ducato di Milano nell'offrire amicizia e protezione al Marchesato di Castel dell'Aquila. Il cambio di alleanza ebbe l'effetto di acuire le tradizionali rivalità interne alla famiglia Malaspina, fomentando le mire degli stessi marchesi di Gragnola sui possedimenti del ramo della Verrucola, culminate nell'eccidio perpetrato da Leonardo Malaspina nel 1418. A seguito dell'efferato misfatto le comunità di Vinca, Monzone, Aiola, Equi, Sercognano, Codiponte, Prato, Alebbio e Casciana decisero di darsi spontaneamente a Firenze, che le riunì nella Podesteria di Codiponte. Tale organizzazione amministrativa garantiva ai fiorentini l'effettivo controllo del territorio, pur consentendo formalmente una certa autonomia locale: ciascun borgo costituiva infatti una comunità retta dai consoli e dai consiglieri, eletti annualmente da tutti gli uomini di censo. I singoli consigli facevano tuttavia capo al podestà, che a differenza loro era nominato dal governo centrale.
Nell'orbita gigliata finì anche Regnano, per quanto indirettamente: il castello fu infatti assegnato all'unico sopravvissuto alla strage della Verrucola, il piccolo Spinetta Malaspina, affidato alla tutela fiorentina. Tale affiliazione dové conferire a Regnano una posizione di forza rispetto alle comunità limitrofe, come attestato dall'accordo stipulato nel 1419 con quella di Montefiore, il quale sancì l'accorpamento dei due borghi sotto un unico Comune ed Estimo, quelli di Regnano, privando così Montefiore tanto dell'autonomia politica quanto di quella economica. Il trattato attribuiva particolare rilevanza al bosco di Caffaggio - situato sulla collina dominante la riva destra dell'Aulella, a ridosso del sentiero che portava da Offiano a Regnano - storicamente appartenente al castello di Montefiore: la nuova statuizione consentiva ai regnanini di usufruire a proprio piacimento sia della riserva di caccia che dei pascoli sottostanti.
La guerra mossa nel 1429 da Firenze a Lucca si risolse l'anno successivo con la battaglia del Serchio, vinta dai lucchesi grazie agli aiuti forniti da Milano e da Genova; allorché l'esercito milanese invase Fivizzano, Regnano ne approfittò per sottomettersi a Lucca. Se quella vittoria servì a salvare l'indipendenza dalla Repubblica lucchese, essa segnò anche lo sgretolamento dei suoi possedimenti garfagnini e lunigiani: già nel 1433 Regnano tornava così sotto Spinetta. La soggezione del castello longobardo ai Malaspina durò sino alla discesa in Italia di Carlo VIII, le cui alterne vicende determinarono l'assetto definitivo della Lunigiana, a lungo contesa tra Firenze e Genova e da allora suddivisa tra la sfera d'influenza toscana e quella ligure. Nel 1495 Regnano, unitamente a Luscignano e Castiglioncello, si sottomise alla Repubblica fiorentina, seguito da Casola e più tardi da Argigliano, per la costituzione di una nuova Podesteria che al pari delle altre fu posta alle dipendenze del Capitanato di Fivizzano, datosi a sua volta a Firenze sin dal 1477.
Tale strutturazione amministrativa rimase in essere per tutta la durata del Granducato mediceo, venendo sostanzialmente confermata dai Lorena: nel 1777 Pietro Leopoldo riunì tutti i borghi della Lunigiana toscana in un'unica comunità con sede a Fivizzano. Il 1816 vide la costituzione del Comune di Casola, comprendente anche Regnano e attribuito dopo l'unità d'Italia alla provincia di Massa.
Un anno particolarmente importante per l'alta Aulella fu il 1883, con il completamento della strada dell'Alto Circondario che collegava Castelnuovo Garfagnana a Fivizzano. L'avvento della rotabile determinò l'attivazione di un servizio di pubblica assistenza deputato a trasportare a valle i regnanini bisognosi di cure mediante una portantina custodita nell'ex oratorio della Villa, attraverso la mulattiera della Pila che sboccava al ponte di Montefiore ove era in attesa la carrozza d'ambulanza che li avrebbe condotti all'ospedale di Fivizzano. L'isolamento di Regnano rispetto alla nuova viabilità ebbe termine nel 1959, con la costruzione del tratto di strada che univa la Villa alla provinciale.

## La Linea Gotica
Regnano salì tragicamente alla ribalta nel periodo della Linea Gotica, e segnatamente nel 1944; il paese contava oltre 400 abitanti, cui si erano aggiunti gli sfollati provenienti dalle città più vicine colpite dai bombardamenti. Sin dall''aprile di quell'anno vi si insediò il nucleo originario di quella che sarebbe diventata un'importante formazione partigiana, scegliendo quale base il borgo del Castello: tipico agglomerato di case rurali e quindi di aie, stalle, orti, metati, forni. Tale collocazione offriva ai resistenti diversi vantaggi: i suddetti edifici facevano loro da ricovero; essi potevano sfruttare i contadini del luogo per procurarsi le risorse alimentari, disponendo delle strutture necessarie alla cottura del cibo e alla macellazione; si trovavano in una posizione appartata rispetto alla strada carrozzabile ma al tempo stesso dominante l'intera vallata, potendo così controllarne i movimenti; nel caso di un rastrellamento nazifascista avrebbero potuto facilmente dileguarsi per boschi e montagne circostanti.
Inizialmente collegatosi alla precedente e militarmente già ben organizzata formazione operante a Sassalbo, sia per farsi le ossa che per poter usufruire dei rifornimenti alleati, il "Gruppo Regnano" mise a segno nei primi mesi di attività tutta una serie di successi, sfruttando la rapida dissoluzione che conobbero le strutture della Repubblica Sociale Italiana e allorché i tedeschi erano ancora lontani dal prendere effettivo possesso della Linea Gotica, essendo i combattimenti tuttora concentrati sul fronte di Cassino. La sera del 27 aprile tre componenti della banda di ritorno dal molino di Montefiore si imbatterono lungo la mulattiera della Pila in una pattuglia repubblichina impegnata in una perlustrazione notturna: nel conflitto a fuoco che ne seguì rimase mortalmente ferito un giovane milite di Colla, Luigi Lorenzani. Il giorno successivo un convoglio della Guardia repubblicana diretto a Montefiore per indagare sull'accaduto fu vittima della tempesta di fuoco scatenata dagli stessi partigiani regnanini al suo passaggio da Codiponte. I fascisti dovettero contare altri due morti: Gino Marchini, di Fosdinovo, e Aldo Panconi, di Massa.
Tali episodi segnarono l'inizio della guerra civile in Val d'Aulella, facendo sì che anche Regnano finisse nel mirino della prima rappresaglia con cui, il 4-5 maggio, gli occupanti intesero replicare alla crescente attività partigiana tra Garfagnana e Lunigiana: per due giorni il paese fu invaso da 500 militari, il cui obiettivo era quello di individuare il covo dei banditen e che, allo scopo di creare un clima di terrore, non smisero mai di far crepitare le armi. Ad avere la peggio furono due giovani fratelli, Fermo e Fabio Bertolucci, catturati dai tedeschi in quanto ritenuti partigiani: Fermo, che faceva effettivamente parte del gruppo del Castello, fu preso e fucilato nel bosco di Molegnano, mentre cercava di ricongiungersi ai compagni fuggiti in montagna; Fabio, che svolgendo il servizio militare e avendo ottenuto un periodo di congedo per malattia riteneva di non avere nulla da temere da un eventuale controllo, uscì successivamente di casa per andare in cerca del fratello, venendo bloccato da una pattuglia germanica. Nonostante egli avesse dichiarato ai soldati della regolarità della propria posizione, essendogli state trovate nel tascapane delle armi fu arrestato, legato e condotto nella piazzetta della Villa, ove fu a lungo torturato perché dicesse dove si trovava il rifugio dei "ribelli". Alle reiterate minacce di morte il giovane rispose di non sapere niente, inducendo i suoi aguzzini a portarlo in montagna, in un estremo tentativo di indurlo a parlare: mantenendo egli il medesimo atteggiamento, fu alfine mitragliato. Pur gravemente ferito, Fabio riuscì tuttavia a salvarsi, paradossalmente grazie all'intervento degli stessi tedeschi che, rinvenutolo al mattino successivo dentro una capanna quasi completamente dissanguato, lo trasportarono all'ospedale di Fivizzano.
Ben presto i partigiani, in ottemperanza delle direttive alleate, ripresero e accentuarono le azioni di disturbo, facendo saltare linee telefoniche e ponti in un vasto raggio d'azione, comprendente anche Fivizzano e Fosdinovo. Per quanto isolata, la media valle dell'Aulella era ormai in loro possesso: al punto di porre la nuova base operativa al Castello di Codiponte. Nel frattempo le file del gruppo si erano notevolmente accresciute, grazie all'arrivo di renitenti alla leva repubblichina da ogni parte di Lunigiana, dal Carrarino, dallo Spezzino, perfino da Genova; ai quali si aggiunsero numerosi militari che avevano disertato o erano fuggiti dai campi di prigionia dopo l'8 settembre. La formazione aveva inoltre definito la propria collocazione politica, affiliandosi al Partito comunista e quindi alle Brigate Garibaldi.
La liberazione di Roma e lo sbarco alleato in Normandia parvero avvicinare la fine della guerra; di conseguenza, le mire dei resistenti conobbero un ulteriore innalzamento. Il primo obiettivo fu individuato nel Santuario dell'Argegna, militarizzato dal Comando di difesa antiaerea di La Spezia in quanto ideale punto di avvistamento. Il 13 giugno, subito dopo che il personale di servizio lo ebbe abbandonato, esso fu occupato: nel tempio si insediarono una quarantina di partigiani, trasformandolo in un bivacco. Dato anche il significato simbolico della conquista, la fama della "banda dell'Argegna" si accrebbe notevolmente.
Ultimi baluardi della RSI nella zona restavano le stazioni dei Carabinieri di Casola e di Monzone, trasformate in distaccamenti della Guardia repubblicana. Si partì il 16 giugno dalla Val di Lucido, sulla quale i garibaldini calarono in forze occupando Gragnola per poi muovere all'assalto della caserma di Monzone: il cui comandante, il maresciallo Giovanni Parducci, aveva ai loro occhi il torto di attenersi scrupolosamente all'ordinanza che imponeva l'arresto dei renitenti alla leva. Disarmati gli altri militari e impossessatisi dell'autocarro in dotazione al presidio, gli attaccanti sequestrarono il sottufficiale: il quale fu legato, caricato sul camion ed esposto come un trofeo nelle soste appositamente effettuate nei paesi lungo il percorso; infine portato sul monte Tondo, in Camporniega,  e qui fucilato. Il 23 giugno cadde anche la stazione di Casola: a sottolineare la loro conquista del territorio, i partigiani mitragliarono l'effigie marmorea apposta dal regime fascista alla base del ponte di Montefiore.
Per quanto non dichiarata ufficialmente, tutta la Val d'Aulella a monte di Gassano veniva di fatto a costituire una "repubblica partigiana", sul modello di quella proclamata negli stessi giorni dai resistenti dell'Appennino modenese a Montefiorino. La rapida ascesa della formazione regnanina era tuttavia destinata a interrompersi bruscamente: il 30 giugno il Comando tedesco diede il via all'operazione "Wallenstein I", il maxirastrellamento che fece da preludio all'operatività della Linea Gotica mettendo in una morsa tutta l'area appenninica compresa tra i valichi di Pradarena, Cerreto e Cisa. Il 13 luglio l'arrivo della Wehrmacht all'Argegna costrinse i garibaldini alla fuga; il 30 fu annientato l'avamposto da loro piazzato in Tea. La controffensiva germanica culminò il 3 agosto nella dispersione della stessa repubblica di Montefiorino.
Ai combattenti antifascisti non rimase che darsi alla macchia; al diffuso scoramento pose tuttavia un freno il Comitato di Liberazione Nazionale, il quale, di concerto con gli Alleati, decise la costituzione di una divisione che avrebbe dovuto raccogliere tutte le formazioni lunigiane e garfagnine, inquadrandole militarmente al comando del maggiore inglese A. J. Oldham. Data la sua centralità, quale sede del convegno che avrebbe dovuto sancire l'accorpamento fu scelto Regnano: l'8 agosto le numerose delegazioni partigiane si ritrovarono alla Villa, alla Ca' Malaspina che disponeva di una capiente sala. Dal consesso che segnò la nascita della Divisione "Garibaldi Lunense" la formazione del Castello uscì promossa a brigata, denominandosi "Garibaldi La Spezia"; forte di 400 uomini, le era assegnato il comprensorio di Casola, Fivizzano, Minucciano e Giuncugnano.
A seguito di una delazione il Comando germanico di Fivizzano venne a conoscenza della riunione in corso, inviando a Regnano un contingente di soldati: i quali, giunti al ponte di Montefiore già a buio e non conoscendo la strada, furono tuttavia ingannati dalla donna cui avevano chiesto indicazioni. Essendo imboscati al Castello anche molti giovani del paese, l'astuta montefiorina si finse forestiera, prendendo tempo e organizzando su due piedi un depistaggio con il quale i tedeschi furono indirizzati verso la "via lunga" di Offiano, mentre lei stessa assieme alla madre di un partigiano si lanciava lungo la "via breve" rappresentata dalla mulattiera della Pila, giungendo alla Villa a tempo per dare l'allarme.
Nel fuggi fuggi generale Oldham si preoccupò che non cadesse in mano nemica la ricetrasmittente: non potendosi prevedere un'incursione tedesca a un'ora così tarda, il radiotelegrafista era andato a dormire, al pari dei compagni posti di guardia ai vari punti di accesso al paese. Ad assumersi il rischioso incarico di recuperare l'apparecchiatura si fece avanti un giovane partigiano spezzino, Giulio Carozzo, unitamente a un altro volontario: avviatisi verso il centro della Villa, giunti alla Maestà i due incapparono in un militare germanico, il quale intimò l'altolà. Mentre il compagno riuscì a dileguarsi, Carozzo tentò di fare fuoco con la pistola, venendo però mitragliato a morte.
Il giorno successivo vide i tedeschi battere la montagna compresa fra Tea e monte Tondo, alla vana ricerca dei fuggitivi che pure erano acquattati in quei pressi, ma dove la macchia era più fitta. Si rivalsero allora sul parroco di Regnano, Paolo Tomaselli, accusandolo di connivenza coi banditen: intuito che obiettivo dei militari era il sequestro degli apparecchi radiofonici presenti in paese (i quali, tramite le stazioni alleate, inviavano alle forze della Resistenza i messaggi in codice, oltre a informare gli italiani sul reale andamento della guerra), il sacerdote riuscì a cavarsela consegnando loro la radio della scuola. Nel veder ripartire la truppa i regnanini tirarono un sospiro di sollievo: ma non era finita.
Il 10 agosto una cinquantina di soldati fecero ritorno a Regnano, per operarvi un rastrellamento casa per casa: gli ostaggi furono assembrati nella piazzetta della Villa, con le mitragliatrici spianate davanti, in un silenzio surreale che parve preludere al peggio. Fortunatamente si trattava soltanto di un avvertimento: l'ufficiale tedesco minacciò la distruzione di quelle case che fossero risultate compromesse con l'attività dei banditen, qualora costoro si fossero resi protagonisti di nuove provocazioni. Come monito, fu fatta saltare un'abitazione dalla cui finestra la notte del convegno era stato visto gettarsi un individuo, poi scomparso nel buio e perciò sospettato di essere un partigiano; l'esplosione danneggiò gravemente anche le case adiacenti. Paradossalmente, non furono toccati né la Ca' Malaspina né gli edifici del Castello che da mesi davano ricetto ai "ribelli".
Da quel giorno la vita dei regnanini non fu più la stessa. Se fino ad allora il paese aveva solidarizzato con i resistenti, adesso ci si rendeva conto del serio pericolo rappresentato da quella presenza: al loro rientro, gli appelli alla prudenza rivolti dagli abitanti ai responsabili della formazione si moltiplicarono. Ma anche l'atteggiamento germanico mutò: se in precedenza la Kommandantur aveva sostanzialmente ignorato Regnano, quasi riconoscendone il predominio partigiano ma a patto che i banditen non dessero troppo fastidio, limitandosi a intervenirvi nelle occasioni più gravi ma tutto sommato senza infierire più di tanto, d'ora innanzi i tedeschi ne fecero la meta privilegiata delle loro razzie, salendovi in continuazione a prelevarvi ogni bene. Alla gente non rimase allora che ingegnarsi, sfruttando nascondigli e approntando fosse e cunicoli opportunamente mimetizzati in cui occultare i viveri e all'occorrenza le persone.
Il 25 agosto il comandante delle forze alleate impegnate nella campagna d'Italia, gen. Alexander, diede il via all'"Operazione Olive": l'attacco a tenaglia alla Linea Gotica che prevedeva la simultanea avanzata verso Bologna attraverso l'Appennino tosco-romagnolo, le Alpi Apuane e la Garfagnana. Di conseguenza la Divisione Lunense attuò un'offensiva settembrina che prevedeva sia attentati contro soldati nemici e strutture che segnalazioni all'aviazione alleata finalizzate al bombardamento di determinati obiettivi. Per difendersi dai caccia americani, che si incuneavano con successo anche nelle vallate più impervie, le truppe tedesche si vedevano costrette a marciare di notte, ma esponendosi in tal modo alle mine piazzate dai partigiani: la Brigata La Spezia si distinse sia in tale attività che negli attentati ai ponti sull'Aulella, che furono ripresi in grande stile. Il 18 settembre in particolare fu fatto saltare il ponte della Presa, situato a monte di Casola; nell'azione rimase incidentalmente ferito un dipendente del molino sottostante, Beniamino Argenti. Il giorno successivo transitò di lì un reparto tedesco: pur non avendo alcuna prova che l'Argenti fosse coinvolto nel sabotaggio, per il solo fatto che fosse ferito i militari lo passarono per le armi. Dopodiché diedero alle fiamme il molino e l'annessa abitazione: nel rogo trovò la morte l'anziana Maria Biagioni.
Se l'iniziativa alleata servì a restituire entusiasmo alle file partigiane, assillate dalla prospettiva che la guerra conoscesse uno stallo costringendoli a trascorrere l'inverno alla macchia, essa non valse tuttavia a modificare la decisione angloamericana di operare una discriminazione negli aiuti alle formazioni resistenti, privilegiando quelle saldamente filoccidentali a scapito di quelle di orientamento comunista: il che determinò un inasprimento dell'atteggiamento dei garibaldini di Regnano nei confronti dei contadini, sottoposti a sottrazioni alimentari sempre più vessatorie. Ma oltre a ciò, essi si distinsero per la violenza praticata sulle ragazze che familiarizzavano con i soldati tedeschi di servizio nei vari presidi della vallata, sistematicamente rapate in modo da esporle al pubblico ludibrio (finendo tuttavia con il suscitare nella gente l'effetto opposto, di riprovazione verso gli stessi partigiani); ma ancor più per la giustizia sommaria attuata spietatamente sia nei confronti di avversari politici che di semplici benestanti, spogliati dei loro averi prima di essere uccisi. La tragica sorte riservata al maresciallo Parducci toccò così ad altre persone: a cominciare da Guido Franchini, autotrasportatore di Ugliancaldo più volte fermato dai garibaldini e fatto ripartire soltanto dopo avergli svuotato il portafogli e infine sequestrato, condotto in Camporniega e qui assassinato il 12 luglio. Il 5 settembre fu la volta dell'imprenditore spezzino Carlo Marchisio, il quale aveva acquistato una casa a Vigneta per sfollarvi la famiglia: prelevato e portato a Regnano, fu ammazzato alla Gorpaia.
L'apice fu raggiunto nel mese di ottobre, che vide trucidati non solo esponenti del fascismo repubblicano ma anche persone non direttamente impegnate in politica ma che la professione esercitata aveva portato a collaborare con gli occupanti e la RSI; generalmente le esecuzioni avvenivano sul monte Tondo, gettando i cadaveri dentro fosse comuni. Il 6 fu ucciso l'ingegner Giovan Battista Nutini, di Camporgiano, reo di avere collaborato con l'Organizzazione Todt; il giorno successivo caddero Giuseppe Fiori, di Magliano, e Giuseppe Mannaioli, di Varliano. Il 10 toccò al segretario del Fascio di Minucciano Settimo Pellegrinetti, il quale fu prelevato dalla sua abitazione, portato nei boschi di Ugliancaldo e qui freddato con un colpo alla nuca (identica sorte fu riservata al suo cane, che non aveva mancato di seguire il padrone). Il 17 la giustizia garibaldina si abbatté su Primo Davini, segretario del Fascio di Metra e imprenditore: fidandosi dei partigiani, l'uomo aveva consegnato loro tutti i propri averi, credendo così di avere salva la vita; anch'egli fu tuttavia infine preso, portato nel Vallone, spogliato pure degli effetti personali e infine fucilato.
Se queste uccisioni avrebbero potuto avere maggiore giustificazione a guerra finita, nell'ambito delle epurazioni che colpirono quanti erano rimasti asserviti agli occupanti tedeschi fino all'ultimo, esse riuscivano del tutto inopportune a conflitto ancora in corso, soprattutto alla luce delle efferate stragi perpetrate dai nazifascisti nel corso dell'estate proprio nella Lunigiana meridionale; ciononostante, la brigata regnanina proseguì nella propria azione sanguinaria, incurante delle conseguenze che questa avrebbe potuto avere per la popolazione. La guerra era del resto ben lungi dal concludersi: la strenua resistenza opposta dai tedeschi, unita all'intensità delle piogge, determinò l'arresto dell'offensiva alleata, e quindi la sospensione dell'Operazione Olive. A frustrare le speranze dei resistenti di chiudere la partita entro breve il 13 novembre giunse così il "proclama Alexander": la dichiarazione radiofonica con cui il generale britannico ordinava loro la cessazione di ogni attività, rimandando alla primavera la ripresa dei combattimenti.
Recependo la delusione diffusasi tra le sue file e confidando nel fatto che la Divisione Buffalo, protagonista della precedente avanzata lungo il Serchio, garantisse comunque una copertura nel caso di un attacco partigiano alle linee nemiche che anticipasse l'arrivo dell'inverno, il Comando della Divisione Lunense scelse tuttavia di ignorare le direttive alleate, proseguendo nell'attuazione della preventivata "offensiva di novembre" che prevedeva di attaccare in via preliminare i presidi tedeschi posti lungo le retrovie della Linea Gotica, attualmente attestata nella zona di Castelnuovo Garfagnana. Il primo ad essere espugnato dai garibaldini di Regnano fu quello di Cormezzano, la cui truppa era composta interamente di ausiliari sovietici (catturati dalla Wehrmacht durante la campagna di Russia): arresisi senza combattere, essi non ebbero difficoltà ad aggregarsi alla formazione partigiana.
All'alba del 21 novembre fu conquistata la sede della Einheit - l'unità germanica deputata ai servizi di sussistenza per i militari in marcia verso il fronte - di Montefiore, ospitante al momento una quindicina di soldati, anch'essi sovietici. Ne era responsabile un sergente tedesco, assai benvoluto in paese per la sua estrema disponibilità nei confronti degli abitanti, che lo aveva indotto fra l'altro ad assumerne le difese allorché a Montefiore erano giunte le SS. Portati al Castello, ai prigionieri fu riservato un trattamento differente: agli ausiliari fu lasciata la possibilità di scegliere tra il rimanere a Regnano e il raggiungere il resto della brigata a Careggine, ove si attendeva l'appoggio americano per sferrare l'attacco alle linee nemiche. Il sottufficiale fu invece fucilato il giorno stesso nel bosco della Gabiola, con gesto esecrabile sotto vari punti di vista: si violava la normativa concernente i prigionieri di guerra tedeschi in vigore presso la stessa Divisione Lunense; si compiva un atto del tutto gratuito rispetto al piano strategico-militare predisposto, esclusivamente finalizzato allo smantellamento dei presidi; stante la nota legge di guerra applicata dagli occupanti in occasione dell'uccisione di loro soldati, si esponeva il paese all'inevitabile ritorsione germanica. Ciononostante, alle preoccupazioni loro manifestate dagli abitanti gli esponenti garibaldini rimasti in loco risposero non dando peso all'accaduto ed escludendo la possibilità di una rappresaglia.
All'approssimarsi del tramonto, gli ausiliari sovietici che avevano scelto di partire furono avviati verso la Garfagnana, con la scorta di alcuni partigiani. Ma una volta giunti a Metra, quattro di essi si staccarono dal resto del drappello, scagliando contro gli altri bombe a mano, gettandosi in una scarpata e guadagnando il locale presidio tedesco, ove riferirono dell'agguato subito dalla postazione montefiorina, dell'uccisione del comandante e dell'ubicazione del covo dei banditen. Per Regnano fu la fine: quella resa dei conti con i tedeschi per l'ospitalità accordata ai partigiani, sinora sempre evitata anche grazie alla tolleranza mostrata dagli occupanti a fronte delle numerose provocazioni subite, giunse a questo punto inesorabile.

## La strage del 23 novembre 1944
La vendetta germanica fu attuata due giorni più tardi, il 23 novembre 1944, circoscritta al solo Castello in quanto acclarata sede della formazione partigiana. La ritorsione fu condotta in maniera indiscriminata, senza alcun criterio selettivo né numerico: obiettivo tedesco era evidentemente quello di fare una volta per tutte terra bruciata del borgo che rappresentava la base operativa degli irriducibili banditen. Tale criterio fece sì che quasi tutte le tredici vittime regnanine che si sarebbero contate (nessuna delle quali, peraltro, imparentata con alcuno dei partigiani) pagassero con la vita il semplice fatto di essersi levate di buon'ora per attendere alle abituali occupazioni rurali; le circostanze dell'eccidio vennero così a incrociarsi con le usanze tipiche della civiltà contadina, le quali imponevano che ai lavori agresti ci si dedicasse sin dall'alba. Essendo inoltre il mese di novembre notoriamente dedicato al culto dei Morti, anche quel giovedì mattina numerosi fedeli si erano recati alla messa delle 7, avendo così modo di veder transitare dalla Villa ingenti schiere di soldati: i quali tuttavia, avendo quale obiettivo il Castello, dissimularono le proprie intenzioni, continuando a procedere ordinatamente e in silenzio.
Centinaia di uomini erano stati chiamati a raccolta dai principali comandi e presidi circostanti. Essi facevano parte di due Compagnie appartenenti al II Battaglione del "Grenadier-Regiment 274", denominato "Russisches" in quanto composto prevalentemente da ausiliari sovietici: la V, di stanza a Casola e comandata dal sottotenente Wilhelm Oster; la VII, di stanza a Giuncugnano e comandata dal tenente Clemens Albers. Mescolati alla truppa straniera erano inoltre presenti degli italiani, con il volto coperto da passamontagna. Alle 7.05 il lancio di un bengala segnò l'inizio dell'operazione, seguito da altri di conferma. Circondato il borgo e sbucandovi da ogni parte, gli assalitori lo sottoposero a una tempesta di fuoco mediante l'impiego di fucili, mitra, mitragliatrici, bombe a mano.
Un contadino levatosi ancora a buio per recarsi alla sua capanna nel bosco per prendere le foglie di castagno necessarie a fare la lettiera alle bestie, Oriele Malaspina, fu trucidato allorché rientrava in paese: bloccatolo e fattagli posare la cesta, i carnefici lo portarono vicino a un fosso e gli spararono, facendovelo precipitare dentro. Cadutovi in piedi proprio sotto una cascata, l'acqua continuò a battergli sulla testa per lunghe ore, finché mani pietose non ebbero la possibilità di togliere il cadavere di lì. Per le vie del Castello, intenti alle loro occupazioni mattutine, furono falciati i giovani Narciso Trifoldi, Battista Salvatori e Ermete Ceci; sull'uscio della cantina fu invece freddato l'anziano Ernesto Cecconi. Domenico Bertolucci stava incalcinando il grano sull'aia: ex alpino, combattente della Grande Guerra, il "Sergente" - come veniva chiamato dai paesani - fu mitragliato dalla strada soprastante non appena fu visto. La stessa fine fece la moglie, Agata Serafini, uscita di casa all'udire gli spari. Due dei sovietici prelevati 48 ore prima dai partigiani a Montefiore furono sorpresi mentre dormivano dentro un essiccatoio e immediatamente passati per le armi.
Un massacro di gruppo ebbe luogo sopra al Castello, nel castagneto del Chioso, ai danni di sei contadini - fra cui due padri coi rispettivi figli - intenti chi a pestare castagne, chi a raccogliere foglie. La mitragliatrice si abbatté su Domenico e Gimo Baccelli, Pietro e Paolo Malaspina, Sisto Viaggi, Pasquale Benetti. Prima di essere trucidati, i più giovani furono anche percossi in quanto sospettati, per il solo fatto di risiedere al Castello, di essere partigiani; neppure fu risparmiata l'inseparabile cagnetta di Paolo Malaspina, corsa a rifugiarglisi in braccio. Soltanto per miracolo non vi fu una sedicesima vittima: a Cesare Benetti, colpito da un proiettile alla bocca e caduto a terra dando comunque segni di vita, fu risparmiato il colpo di grazia solo perché, vedendolo sanguinare copiosamente dalla testa, gli aguzzini lo diedero per spacciato, prolungandogli così sadicamente l'agonia. Ripresosi, egli trovò la forza di andare a rifugiarsi da dei parenti, nel non distante Po: per poi ripresentarsi a casa, redivivo.
Nel giro di pochi minuti la strage era conclusa, per un totale di quindici vittime; varie circostanze testimoniano inoltre dell'efferatezza che animò i militari incaricati di compierla. All'udire l'infernale sequenza di spari un giovane sfollato spezzino corse a rifugiarsi nel cunicolo più vicino, ma constatando che non vi si era rifugiato nessuno. Intenzionato ad aggregarsi ad altri fuggitivi, egli preferì allora buttarsi verso l'unica via lasciata libera dagli assalitori, che era quella lungo l'Aulella. Notato il suo movimento e giudicando che dentro quella sorta di bunker dovessero trovarsi delle persone, un soldato, dovendo scegliere se inseguire il fuggiasco o dedicarsi al nascondiglio, optò per quest'ultima soluzione, gettandovi dentro una bomba incendiaria, credendo in tal modo di mietere un maggior numero di vittime. Il risultato fu il rogo dei viveri che vi erano stati nascosti: insaccati, lardo, formaggi, dai quali si sprigionarono un fumaccio e un fetore tali da far ritenere ai sopravvissuti che da quella parte si fossero massacrate altre persone e arsi i cadaveri. Né miglior sorte toccò al bestiame, in parte ucciso - altrettanto indiscriminatamente delle persone - in parte requisito: e il caos cui diedero vita quegli animali terrorizzati (con lotte furibonde e un toro, scatenatosi una volta liberato, a farla da padrone) contribuì ad accentuare i caratteri da giorno del giudizio assunti dalla situazione.
Dopodiché la soldataglia si divise i compiti. Una parte si dedicò al saccheggio delle case, razziando i pochi averi di quelle famiglie contadine; l'altra operò il rastrellamento degli abitanti del Castello, in prevalenza donne e bambini: fu in tale frangente che uno degli uomini incappucciati, nell'indicare agli ostaggi dove andare, si rivelò italiano. I rastrellati furono concentrati in un orto del Poggio e fatti inginocchiare, con una mitragliatrice dinanzi; una bambina di pochi mesi fu strappata dalle braccia della madre e passata dai soldati di mano in mano, con esito ulteriormente terrorizzante. Fortunatamente le armi rimasero in silenzio: la trista adunata si limitò infatti a un intento dimostrativo.
Eclissatisi gli altri partigiani, i tedeschi ne catturarono uno: Nino Bondi (di Collegnago), che evidentemente non aveva fatto a tempo a fuggire, nascondendosi dentro una cisterna ove fu trovato avendo con sé i documenti della brigata. Condotto anch'egli al Poggio, al cospetto degli altri fu torturato e percosso affinché rivelasse dove si fossero rifugiati i compagni; nel frattempo uno dei comandanti germanici ammoniva i rastrellati a non aiutare i banditen, esortandoli alla collaborazione con gli occupanti e a segnalare loro l'eventuale rientro in paese dei "ribelli".
Allorché giunse l'ordine di ritirarsi, le truppe lasciarono Regnano portandosi via sia il bestiame requisito che il prigioniero e prendendo la direzione delle rispettive sedi: parte di esse si avviò perciò in direzione di Montefiore, parte in quella di Metra. A questo secondo contingente era stato affidato il Bondi: giunti in prossimità di Pugliano, il partigiano tentò di fuggire buttandosi giù per il fosso del Torchio, ma venendo immediatamente falciato da una raffica di mitra.
Nel piangere i propri morti, la popolazione di Regnano non ebbe dubbi ad attribuire ai garibaldini del Castello la responsabilità di quanto accaduto: oltretutto, dopo avere tradito la fiducia di chi li ospitava con il blitz di Montefiore e l'uccisione del sergente tedesco, all'avvicinarsi degli assalitori i resistenti - evidentemente avvisati da una vedetta - si erano dileguati. Ma la settimana di passione dei regnanini non era ancora finita: a requisire altro bestiame giunsero in paese anche gli alpini della Divisione "Monterosa"; mentre il 25 novembre vi fecero ritorno i tedeschi, a controllare la situazione. A cadere nella loro rete fu stavolta un giovane sfollato, sospettato di essere un partigiano e perciò arrestato e messo al muro, al ponte sull'Aulella: a salvarlo fu don Tomaselli, il quale, prontamente avvertito da delle persone che avevano assistito alla scena, si precipitò sul posto, frapponendosi fra i mitra già spianati e il giustiziando e offrendosi di morire al posto suo. Ma una volta tanto a vincere fu la pietà: le armi furono abbassate.
Per un destino che nei confronti di Regnano non avrebbe potuto essere più beffardo, appena cinque giorni dopo l'eccidio, il 28 novembre, a seguito del fallimento dell'offensiva garfagnina causato dalla mancata copertura da parte della Buffalo, e in funzione della quale era stata condotta l'azione che aveva determinato la vendetta tedesca, la Divisione Lunense fu sciolta. Per i suoi trascorsi il paese rimase comunque nel mirino degli occupanti, i quali vi insediarono finalmente un presidio: presso il cui comandante ebbe a intercedere lo stesso don Tomaselli, onde evitare una nuova rappresaglia.

## Vittime regnanine della strage
Baccelli Domenico, di anni 58
Baccelli Gimo, di anni 16
Benetti Pasquale, di anni 37
Bertolucci Domenico, di anni 65
Cecconi Ernesto, di anni 65
Ceci Ermete, di anni 34
Malaspina Oriele, di anni 38
Malaspina Paolo, di anni 17
Malaspina Pietro, di anni 43
Salvatori Battista, di anni 29
Serafini Agata, di anni 49
Trifoldi Narciso, di anni 15
Viaggi Sisto, di anni 20

## Monumenti e luoghi d'interesse
Assieme al castello Guinterno donò probabilmente al vescovo di Luni anche la sua chiesa arroccata, dedicata a Santa Margherita, di cui rimane soltanto la struttura della facciata, dell'abside e di qualche pezzo di parete. Si tratta infatti di un edificio assai antico, caratterizzato da un paramento murario formato da bozze squadrate in calcare bianco, elemento comune a una serie di chiese e pievi romaniche della Lunigiana orientale e della Garfagnana; su tali murature fu successivamente edificata la chiesa, in grandi bozze d'arenaria. L'aula fu poi raddoppiata, e in seguito dotata di altari barocchi: finché il terremoto del 6-7 settembre 1920 non ne decretò la fine. Del vetusto tempio resta solo il senso di un importante monumento e qualche reperto, fra cui un bel fonte battesimale conservato al Museo del territorio dell'Alta Valle Aulella di Casola.
La chiesa fu quindi ricostruita alla Villa, in prossimità della strada che conduce al centro storico, con l'abside rivolto a settentrione e la facciata preceduta da un sagrato erboso raggiungibile tramite una rampa inclinata. All'interno fu ridimensionata l'aula e furono costruiti tre altari in stile barocco. Il vescovo Angelo Fiorini benedisse la prima pietra posata nella costruzione nel 1927, mentre la consacrazione avvenne l'8 ottobre del 1933 ad opera del vescovo Giovanni Sismondo, suo successore.

## Società

### Tradizioni e folclore
Secondo l’usanza diffusa un tempo in Toscana, a Regnano si canta ancora oggi il Maggio con canti, balli e rappresentazioni che rievocano leggendari eroi.
La ricorrenza principale è la festa di Santa Margherita, patrono del paese, che ricade il 21 luglio. In questa occasione la statua della Santa viene portata in processione lungo tutte le vie del paese, in cui vengono allestiti vari altarini posti in punti precisi tramandati nel tempo.
Una particolare manifestazione è nominata “Anno Domini 1100" e si svolge dagli inizi di luglio del 2007. Alla festa aderiscono gran parte degli abitanti del paese che, con la loro interpretazione e i loro costumi, richiamano una rappresentazione della società medievale. In questa cornice si può assistere ad attività come combattimenti all'arma bianca, sfilate storiche, l'investitura di un pellegrino in partenza per l'antico cammino del Volto Santo lungo la Via Francigena, la lettura del testamento di Guiterno (signore di Regnano), spettacoli di falconeria e giochi di fuoco.

## Cultura

### Cucina
Il borgo di Regnano mantiene per tradizione prodotti tipici legati all'antica vita contadina, tra cui il pane locale.
Il pane di Regnano si ottiene da un impasto di farina di grano con l'aggiunta delle patate di Regnano lesse; l'impasto viene fatto lievitare e successivamente cotto in forno a legna. Le patate, previamente lessate in acqua con sale, vengono passate su una spianatoia con la farina di grano. In seguito, si impasta il tutto con l’acqua della cottura e si aggiunge il "Loàm", un lievito naturale ottenuto da un pezzo di pasta posto all’interno di un tegame due o tre giorni prima della panificazione. Le pagnotte ottenute dalla lievitazione, di circa 800 grammi, vengono cotte.
La particolarità di questo alimento sta nell'alto tasso di conservazione ottenuto grazie alle patate, che lo aiutano a mantenere la sua fragranza anche dopo alcuni giorni.
L'altro pane tipico del luogo è la marocca, fatta di farina di castagne.